# کانتیانو
کانتیانو (به ایتالیایی: Cantiano) یک کومونه در ایتالیا است که در استان پزارو و اوربینو واقع شده‌است.

## خصوصیات
کانتیانو ۸۳٫۲ کیلومترمربع مساحت و ۲٬۴۲۶ نفر جمعیت دارد و ۳۶۰ متر بالاتر از سطح دریا واقع شده‌است.